# エレイン・コン
エレイン・コン（江若琳、Elaine Kong、1987年9月30日 -）は、香港の女優、歌手である。旧芸名、江伊晴。

## 人物･経歴
- 2005年、中学4年生（日本の高校1年生にあたる）の時友達の付き添いでドラマのオーディションを受けるが、落選する。
- 落選するも、そのドラマの製作元である寰宇娯楽（ユニバース・インターナショナル）に所属することになり、いくつかのドラマに出演する。
- 2007年、「Innocent」で歌手デビュー。
- 2023年6月7日、彼女は第一子である息子を出産した。

## 出演作品

### 映画
- 2005年：『17歳的夏天』 - 陳甜 役
- 2007年：『嚦咕嚦咕対対碰』 - Ling 役
- 2007年：『インビジブル・ターゲット』（原題：男兒本色） - リョン 役
- 2007年：『愛‧闘大』 - 阿Ling 役
- 2007年：『嚇死你』 - 陸穎 役
- 2008年：『六楼後座2家属謝礼』 - 阿之 役
- 2008年製作：『同門』 （未上映）
- 製作中：『三角錯』 -

### 吹き替え作品
- 2008年：『スペース・チンプス』 - ルナ 役
- 2008年：『ドラえもん のび太の新魔界大冒険 〜7人の魔法使い〜』 - 満月美夜子 役
- 2008年：『劇場版ポケットモンスター』 - アリス 役
- 2010年：『ドラえもん のび太の人魚大海戦』 - ソフィア 役

### テレビドラマ
- 2006年：『阿有正伝』
- 2007年：『伙頭智多星 / 天才小厨師』（2007年10月15日の放映局はTVB）
- 2007年：『詠春』（2007年10月8日の放映局はATV）
- 2009年：『學警狙撃』 - 江悠悠 役
- 2009年：『ムーラン』（原題：巾幗大將軍） - 華若蘭（ムーラン） 役

### ラジオドラマ
- 2008年7月7日〜8月8日：メトロラジオ「海盗啤ラジオドラマシリーズ 香港國際機場十週年呈献飛躍十年」第二話：「揚名四海」、第十話：「萬衆同歓」

### その他の番組
- 2007年：RTHK『TeenPower』
- 2007年：TVB『香港ディズニーランド黒色奇遇』
- 2007年：TVB『翡翠歌星賀台慶』
- 2007年：Roadshow『華麗蟹逅』
- 2007年：Roadshow『RoadShow至尊音楽頒奨礼2007新人巡礼』
- 2007年：TVB『開森玩家』（2007年11月3日）
- 2007年：TVB『茶馬古道逍遙遊』（2007年12月10日放映）
- 2008年：TVB『鉄甲無敵奨門人』
- 2008年：RTHK体育的風采体薈中華（ゲスト司会）
- 2008年：メトロラジオドラマ『海盗啤．飛躍十年』
- 2008年：TVB『最受歓迎電視廣告大奨2008』
- 2008年：TVBエンターテインメント・ニュース・チャンネル ライブ番組『放榜前的一個晚上』（ゲスト出演）（2008年8月3日）
- 2008年：TVBエンターテインメント・ニュース・チャンネル『非常娯楽』（2008年9月1日）

## 音楽作品

### アルバム
- 2007年：『Innocent』（2007年7月26日発売）
- 2008年：『Shining』（2008年10月23日発売）
- 2009年：『Show You』（2009年11月20日発売）
- 2011年：『Elanne Kwong』(普通話)（2011年11月5日発売）
- 2012年：『Skytree』（2012年10月12日発売）

### シングル
- 2007年：『錯愛』（シングル）
- 2008年：『第一眼』（シングル）

### その他の楽曲
- 2006年：『夢境日和』（映画『ドラえもん のび太のワンニャン時空伝』中国語版エンディング・テーマ）
- 2006年：『大眼睛』
- 2007年：『撒嬌』
- 2007年：『傻猪』
- 2007年：『傷情路』
- 2008年：『任性』
- 2008年：『第一眼』

### アルバムなどに未収録の歌
- 2007年：『揀得起』（ジェイソン・チャンとデュエット）
- 2007年：『你不在了』
- 2007年：『錯愛』（映画『塚愛』主題歌）
- 2007年：『闘氣』（映画『愛‧闘大』主題歌）
- 2008年：『大步喊過』（映画『六楼後座2家属謝礼』挿入歌）

## コンサート
- 2007年：『FUNKY TOWN MINI LIVE』（2007年8月30日）

## 書籍
- 2007年：写真集『Paradise of Colour』
- 2008年：写真集『零距離』